# جان جی. مک‌ری
جان جی. مک‌ری (به انگلیسی: John J. McRae) سناتور سابق عضو حزب دموکرات ایالات متحده آمریکا بود. وی در سال ۱۸۵۱ تا ۱۸۵۲ میلادی سناتور ایالت میسیسیپی در سنای ایالات متحده آمریکا بود.